# Carl Bernhard Garve
Carl Bernhard Garve (* 24. Januar 1763 in Jeinsen bei Hannover; † 21. Juni 1841 in Herrnhut) war ein evangelischer Theologe der Herrnhuter Brüdergemeine und Kirchenlieddichter.

## Leben
Carl Bernhard Garve wurde als Sohn eines Rittergutpächters geboren. Mit fünf Jahren wurde er in die Knabenanstalt der Herrnhuter Brüdergemeine Zeist (Holland), später in die von Neuwied (Rhein) geschickt. 1777 begann er eine wissenschaftliche Ausbildung im Pädagogium Niesky (Schlesien), wo er später Lehrer wurde. Ab dem Jahre 1799 war Garve Prediger in Amsterdam, ab 1801 in Ebersdorf, ab 1809 in Norden, ab 1810 in Berlin und zuletzt ab 1816 21 Jahre in Neusalz (Oder). 1836 setzte sich Carl Bernhard Garve in Herrnhut bei Zittau (Oberlausitz) zur Ruhe.

## Lieder
63 Lieder von ihm wurden von Albert Knapp in seinem Evangelischen Liederschatz für Kirche und Haus veröffentlicht. In das Berliner Gesangbuch wurden 36 Stücke aufgenommen. Die bekanntesten Lieder sind unter anderem:
- Reich des Herrn, Reich des Herrn, brich hervor in vollem Tag
- Stark ist meines Jesu Hand und er wird mich ewig fassen
- Dein Wort, o Herr, ist milder Tau für trostbedürftige Seelen
- Wie ein Hirt, dein Volk zu weiden, ließest du dich mild herab
- Der Du die Wahrheit selber bist

## Ehrungen
Carl Bernhard Garve zu Ehren wurde das am 16. Mai 1971 eingeweihte Garvehaus in Jeinsen benannt.